# Amargatitanis macni
L’amargatitano (Amargatitanis macni) è un dinosauro erbivoro appartenente ai sauropodi. Visse nel Cretaceo inferiore (Barremiano, circa 125 milioni di anni fa). I suoi resti fossili sono stati ritrovati in Argentina.

## Descrizione
I soli resti ritrovati di questo animale includono sei vertebre della coda, una scapola, un osso della zampa posteriore e un astragalo, appartenenti presumibilmente allo stesso esemplare. Non è possibile quindi ricostruire in dettaglio l'animale, ma come tutti i sauropodi si suppone possedesse un corpo voluminoso, collo e coda molto lunghi e zampe robuste e colonnari.  La scapola, in particolare, era piuttosto robusta, larga e piatta. 

## Classificazione
I resti fossili, ritrovati nel 1983 nella formazione La Amarga nella provincia di Neuquén (Argentina), sono stati descritti solo nel 2007 e indicano che questo dinosauro sauropode era un antico membro dei titanosauri, un gruppo di sauropodi particolarmente diffusi nel Cretaceo nei continenti meridionali. La scarsità dei reperti, tuttavia, non permette una classificazione più chiara di Amargatitanis. Studi più recenti (Bajpai et al., 2023) lo inseriscono, invece, all'interno della famiglia dei dicreosauridi, a cui appartiene anche un altro sauropode presente nella formazione La Amarga, Amargasaurus.